# Aduatuca
Aduatuca oder Atuatuca war der Name eines befestigten Platzes im Gebiet des keltischen Stammes der Eburonen, die größtenteils zwischen den Flüssen Maas und Rhein wohnten.
Bei Aduatuca erlitt Gaius Iulius Caesar während seiner Eroberungsfeldzüge gegen die Gallier 58 bis 50 v. Chr. eine empfindliche Niederlage. Eineinhalb Legionen, rund 7000 Mann, wurden geschlagen. Nach Caesars De bello Gallico lag dieses castellum Aduatuca „inmitten des eburonischen Gebietes“ (in mediis Eburonum finibus).

## Keltische Festung Aduatuca
Caesar berichtet, dass der keltische Stamm der Aduatuker im Jahr 57 v. Chr. zunächst den belgischen Nerviern zu Hilfe eilen wollte, sie aber auf halbem Wege wieder umkehrten, als sie von der siegreichen Schlacht Caesars gegen die Nervier hörten. Daraufhin gingen sie in ihr Gebiet zurück, verließen alle Wohnstätten und zogen sich mit ihrem gesamten Hab und Gut an einen Ort Aduatuca zurück.

### Beschaffenheit und Ortslage
Aduatuca im Gebiet der Eburonen war gemäß Caesar eine Stadt mit einer hervorragend geschützten Lage. Sie hatte sehr hohe Felswände und eine gute Weitsicht. Von einer Seite war ein ansteigender Zugang vorhanden, der höchstens 200 Fuß (ca. 65 m) breit war. Dieser Zugang war mit einer Doppelmauer und schweren Felsstücken sowie zugespitzten Balken geschützt.

### Caesars Belagerung und Eroberung
Nach Eintreffen Caesars wurde sein Heer durch Ausfälle und kleinere Gefechte der Aduatuker gestört. Daraufhin wurde ein Rundwall um Aduatuca von 15.000 Fuß (ca. 4400 m) Umfang angelegt, der mehrere Stützpunkte besaß. Dies entspricht einem Kreisdurchmesser von 1400 Meter. Weiterhin ließ Caesar Schutzdächer und einen hölzernen Turm anlegen, der an die Festung herangeschoben werden sollte. Er berichtet, dass sich die Aduatuker über den kleinen Wuchs der Römer lustig gemacht und sie verhöhnt hätten.
Als der Turm an die Festung herangeführt wurde, wollten die Aduatuker über freies Geleit unter Besitz ihrer Waffen verhandeln. Doch Caesar antwortete, dass er den Stamm zwar schonen wolle, aber sie die Waffen übergeben müssten. Die Aduatuker ergaben sich daraufhin und warfen einen Teil ihrer Waffen über die Mauer. Die Stadt wurde eingenommen.
In der Nacht versuchten die Aduatuker einen verbissenen Ausfall mit zuvor versteckten Waffen, wurden aber von den Römern zurückgedrängt und geschlagen. Insgesamt wurden 4000 Mann getötet. Caesars Legionäre drangen in die Stadt ein und verkauften nach seiner Aussage 53.000 Aduatuker an Aufkäufer, d. h., er ließ sie versklaven.

## Römisches Winterlager Aduatuca
Im Jahr 54 v. Chr. entschied sich Caesar, aufgrund der anhaltenden Dürre und des Getreidemangels die Winterlager seines Heeres auf mehrere Standorte und Stämme der Gallier zu verteilen. Eines dieser Lager wurde bei den Eburonen zwischen Maas und Rhein in Aduatuca eingerichtet. Die Winterquartiere verteilte er so, dass sie im Umkreis (Durchmesser) von hundert Meilen (ca. 150 km) auseinanderlagen. Dieses Lager wurde mit einer Legion und fünf Kohorten besetzt. Das Kommando erhielten die Legaten Quintus Titurius Sabinus und Lucius Aurunculeius Cotta.

### Niederlage gegen Ambiorix
In dem castellum Atuatuca sollten die Verbände überwintern. Im November 54 v. Chr. wurde das Lager von den Eburonen unter ihrem Teilkönig Ambiorix überraschend angegriffen. Durch eine List gelang es Ambiorix, die römischen Verbände aus dem befestigten Lager zu locken. Er nutzte dabei die Kopflosigkeit des Legaten Quintus Titurius Sabinus, der ausdrücklich gegen den Rat des zweiten, aber offenbar untergeordneten Legaten Lucius Aurunculeius Cotta handelte und den Abzug in Richtung des nächstgelegenen Winterlagers befahl, das 50 Meilen entfernt lag und unter dem Kommando von Quintus Tullius Cicero stand.
Caesar gibt eine ausführliche und lebendige Schilderung der Auseinandersetzung zwischen Titurius und Cotta und der anschließenden Schlacht, die er selbst als calamitas („Unglück“) bezeichnet und die in zahlreichen Geschichtswerken der folgenden Jahrhunderte Erwähnung findet (Appian, Sueton, Cassius Dio, Eutropius, Florus, Plutarch).
Wie schwer Caesar die Niederlage von Aduatuca nahm, hat Sueton in seinen Kaiserbiographien überliefert. Dort heißt es, Caesar habe nach der Niederlage des Sabinus sein Bart- und Haupthaar wachsen lassen und es nicht eher abnehmen lassen, als bis er sich gerächt hätte.

### Überfall der Sugambrer auf Atuatuca
Eine zweite militärische Auseinandersetzung bei Aduatuca fand 53 v. Chr. statt: Der germanische Stamm der Sugambrer war „auf Schiffen und Kähnen“ über den Rhein gekommen, um das Gebiet der Eburonen zu plündern. Eburonische Gefangene wiesen auf das nur drei Reitstunden entfernte Lager der Römer hin, wo viel reichere Beute zu machen sei und wo bei geringer Besatzung der gesamte Tross des römischen Heeres lagere.
Die Sugambrer wandten sich daraufhin gegen das Lager Aduatuca, das von Quintus Tullius Cicero befehligt wurde. Durch einen militärischen Fehler Ciceros, indem er fünf Kohorten zum Getreideholen auf die Felder schickte, kam die Besatzung des Lagers in große Gefahr. Die verbliebenen römischen Soldaten konnten jedoch mit Mühe und Not den Ansturm der Reiter eine Zeitlang aufhalten. Nur ein Teil der von den Feldern zurückeilenden Römer konnte wieder heil ins Lager zurückkehren. Die laut Caesar noch unerfahrenen Soldaten wurden von den „Barbaren“ umringt und niedergemacht. Caesar berichtet, dass die Germanen nun doch an der Belagerung des Lagers verzweifelten und mit ihrer erlangten Beute über den Rhein in ihr Gebiet zurückkehrten.
Erst Caesar konnte nach seiner baldigen Rückkehr der Angst der Römer ein Ende machen. Vom römischen Lager Aduatuca aus setzte er anschließend die Verwüstung des eburonischen Stammesgebietes fort, seine unerbittliche Rache für die Katastrophe vom November 54 v. Chr., die sein Heer bei Aduatuca erlitten hatte.

## Lokalisierung von Aduatuca
Caesar ist sehr detailliert in seiner Art und in seinen Ausführungen, Volksstämme und Wirkungsstätten des Gallischen Krieges zu beschreiben. Historiker zweifeln oft seine Aussagen an, wenn diese nicht in ihr Denkschema passen und im Konflikt zu ihren Hypothesen stehen. Wenn es um die Lokalisierung von Aduatuca geht, sollten die folgenden Kriterien berücksichtigt werden, die von Caesar eindeutig beschrieben sind:
Aus dem zweiten Buch
- Das keltische Aduatuca war eine Stadt, die durch ihre Lage natürlich geschützt („natura munitum“) war.[3]
- Die Festung Aduatuca hatte sehr hohe Felswände und ein gutes Blickfeld nach unten.[3]
- Es waren abgebaute Felsvorkommen vorhanden, denn die Burgfestung war mit schweren Felsstücken geschützt.[3]
- Nur an einer Stelle war Aduatuca über einen sanft aufsteigenden Hang, der nur 200 Fuß (65 Meter) breit war, zugänglich. Diese Stelle war mit einer überaus hohen doppelten Steinmauer gesichert. Nur dort konnten die Römer ihren hölzernen Belagerungsturm heranführen.[20]
- Es muss sich um einen isolierten Berg gehandelt haben, denn Caesar ließ einen Rundwall von 15.000 Fuß (ca. 4400 m) Umfang anlegen.[4] Dies entspricht einem Kreisdurchmesser von 1400 Meter.
- Im Ort gab es offensichtlich Versteckmöglichkeiten für Waffen, die die Römer nach Einnahme der Stadt nicht sofort fanden. Und Cäsar hatte vor der Stadt einen Graben ziehen lassen. In diesen Graben mussten die Aduatucer bei ihrer Kapitulation ihre Waffen werfen.[21]
- Bei der Eroberung von Aduatuca wurden 4000 Aduatuker getötet. Die übrigen wurden in die Festung zurückgeworfen. Am folgenden Tag sprengten die Römer die Tore und stürmten ohne Widerstand hinein; Cäsar ließ die Beute aus dieser Stadt insgesamt verkaufen. Die Käufer gaben ihm die Zahl der verkauften Einwohner auf 53.000 Köpfe an.[22] Also hatte Aduatuca auch eine gewisse Größe.

Aus dem fünften Buch
- Das römische Winterlager bei Aduatuca lag mit den anderen Winterquartieren (bei den Morinern, Nerviern, Esuviern, Remern[23] und Belgern) in einem Umkreis (Durchmesser) von hundert Meilen (148 km).[24] Cäsar selbst befand sich mit seiner Legion, dem schweren Kriegsgerät, seinem Archiv und dem gesamten Getreide in Samarobriva, heute Amiens.[25]
- Obwohl sich Ambiorix und Catuvolcus an der „Grenze ihres Gebietes“ Quintus Titurius Sabinus und Lucius Aurunculeius Cotta zur Verfügung gestellt und Getreide ins Winterlager geliefert hatten, begann nach 15 Tagen ein Aufstand.[26] Die Eburonen waren also über das Winterlager der Römer an der Grenze (finibus) ihres Siedlungsgebiets unterrichtet worden.
- Der Abzug aus dem Winterlager bei Aduatuca erfolgte in Richtung eines nahen Winterlagers. Das im Stammesgebiet der Nervier lag 50 Meilen (74 km) entfernt und stand unter dem Kommando von Quintus Tullius Cicero. Das andere bei den Remern, im Stammesgebiet der Treverer, lag mehr als 50 Meilen (74 km) entfernt und stand unter dem Kommando von Titus Labienus.[27] Das Winterlager des Cicero bei den Nerviern lag zudem 60 Meilen (ca. 90 km) von dem Winterlager des Labienus bei den Remern entfernt.[28] Hieraus ergibt sich eine Beziehung, die bei der Lokalisierung zwingend zu berücksichtigen ist.
- In einer Entfernung von zwei Meilen muss ein Wald gelegen haben, in dem sich die Männer um Ambiorix versteckten.[29]
- In der Nähe, nur wenige Wegstunden vom römischen Lager Aduatuca entfernt, lag ein langes Tal, das eine Legion und fünf Kohorten sowie den zugehörigen Tross aufnehmen konnte.[30] Die Römer brachen im Morgengrauen auf[31] und der Kampf mit den Eburonen unter Ambiorix dauerte vom Morgen bis zur achten Stunde (14 Uhr).[32]
- Einige wenige, die aus der Schlacht entkommen waren, gelangten auf Irrwegen durch die Wälder in das Winterlager des Legaten Titus Labienus im Land der Remer, dem sie die Vorfälle berichteten.[33]
- Stolz auf diesen Sieg zog Ambiorix bald Tag und Nacht ohne Unterlass mit seiner Reiterei zu den Aduatukern, den Nachbarn seines Landes; das Fußvolk musste folgen. Nachdem er den Aduatukern seinen Sieg geschildert und sie zum Kampf aufgestachelt hatte, zog er am folgenden Tag in das Gebiet der Nervier weiter.[34] Demnach lebten die Aduatuker am Rand des Landes der Eburonen in der Nachbarschaft der Nervier.
- Die Nervier[35] schickten umgehend Gesandte zu den Ceutronen, Grudier, Levacer, Pleumoxier und Geidumner, die alle unter ihrer Herrschaft standen. Gemeinsam mit diesen bestürmten Eburonen, Nervier und Aduatuker dann das Winterlager des Quintus Tullius Cicero im Stammesgebiet der Nervier,[36] 50 Meilen (74 km) von Aduatuca entfernt.[37]

Aus dem sechsten Buch
- Der Ort lag fast im Zentrum des Gebiets der Eburonen, dessen größter Teil zwischen Maas und Rhein lag.[2]
- Bei der Verfolgung von Ambiorix entlang des Flusses Scaldis, der in die Maas fließt („quod influit in mosam“), bis an die Ausläufer der Ardennen, wollte Caesar nach einer Woche wieder zum Lager Aduatuca zurückkehren.[38]
- In der nächsten Umgebung von Aduatuca gab es fruchtbare Felder, auf denen genügend Getreide angebaut wurde, das von den Römern eingetrieben wurde.[39]
- In der Gegend gab es Hügel, so dass die Getreideeinholer keine direkte Sicht auf ihr Lager hatten.[40]
- Nachdem Cäsar das Land der Eburonen verheert hatte, zog er nach dem Verlust von zwei Kohorten sein Heer nach Durocortorum, heute Reims, im Land der Remer zurück.[41]

In der Forschung (und Laienforschung) wurde über die Jahre eine Vielzahl an Stellen angegeben, an denen man Aduatuca vermutet, nämlich unter anderem:
- Nideggen[42][43]
- Stolberg / Atsch[44]
- Chaudfontaine[45] / Embourg[46]
- Honthem (Niederlande, Provinz Limburg)[47]
- Caestert Plateau[48]
- Dolhain-Limburg[49]
- Tongern[50], speziell Tongeren-Berg[51]
- Spa
- Montagne Saint-Pierre

Diese Stellen entsprechen teils der Beschreibung Cäsars und teils nicht (zum Beispiel Honthem), was jedoch von einigen Autoren ignoriert wird. Probleme bereiten bei der Lokalisation insbesondere fehlende Bezugspunkte, zum Beispiel die Tatsache, dass die genaue Lokalisation der Winterlager im Umkreis unklar ist ebenso wie das genaue Verbreitungsgebiet der Eburonen. Das Gebiet der Eburonen lag sicher zwischen Rhein, Maas, Rheinland, Nordardennen und Eifel, aber wie heute feststeht ganz sicher nicht nur in diesem Bereich. Die heutige Geschichtsforschung nimmt hierzu, gestützt auf umfangreiche Münzfunde aus den Jahren 55/54 an, dass das Gebiet der Eburonen deutlich größer war als oft angenommen und sich bis vor den Großraum Brüssel erstreckte.

## Antike Quellen zu Aduatuca
- Gaius Iulius Caesar: Commentarium libri VII de bello Gallico, Buch 5, 24–37; 6, 32–40 [Hauptquelle]
- Appian: Bellum Civile, II, 29, 150
- Sueton: De vita Caesarum, Divus Iulius, 25, 67
- Cassius Dio: Römische Geschichte, Buch 40, 5, 6
- Eutropius: Breviarium ab urbe condita 6,17
- Florus: Epitoma de Tito Livio bellorum omnium annorum, VII Bellum Gallicum, XLV
- Plutarch: Vitae parallelae, Caesar, 23
- Ptolemaeus: Geographia – Germania Magna